# Bioenergie

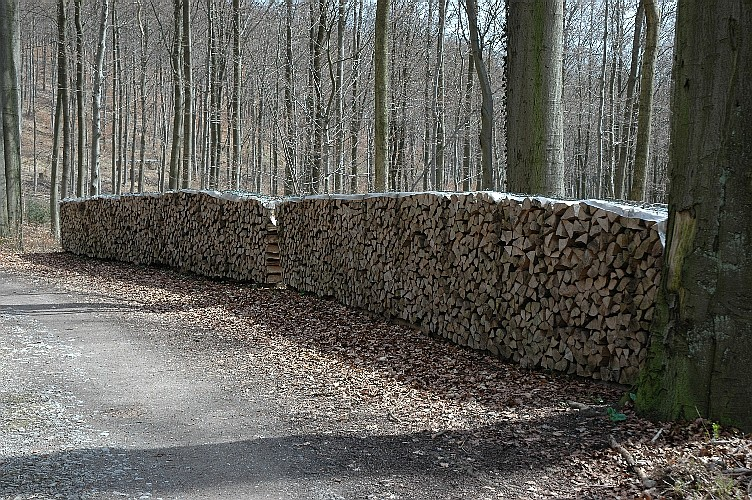
Aufgearbeitetes Brennholz im Wald

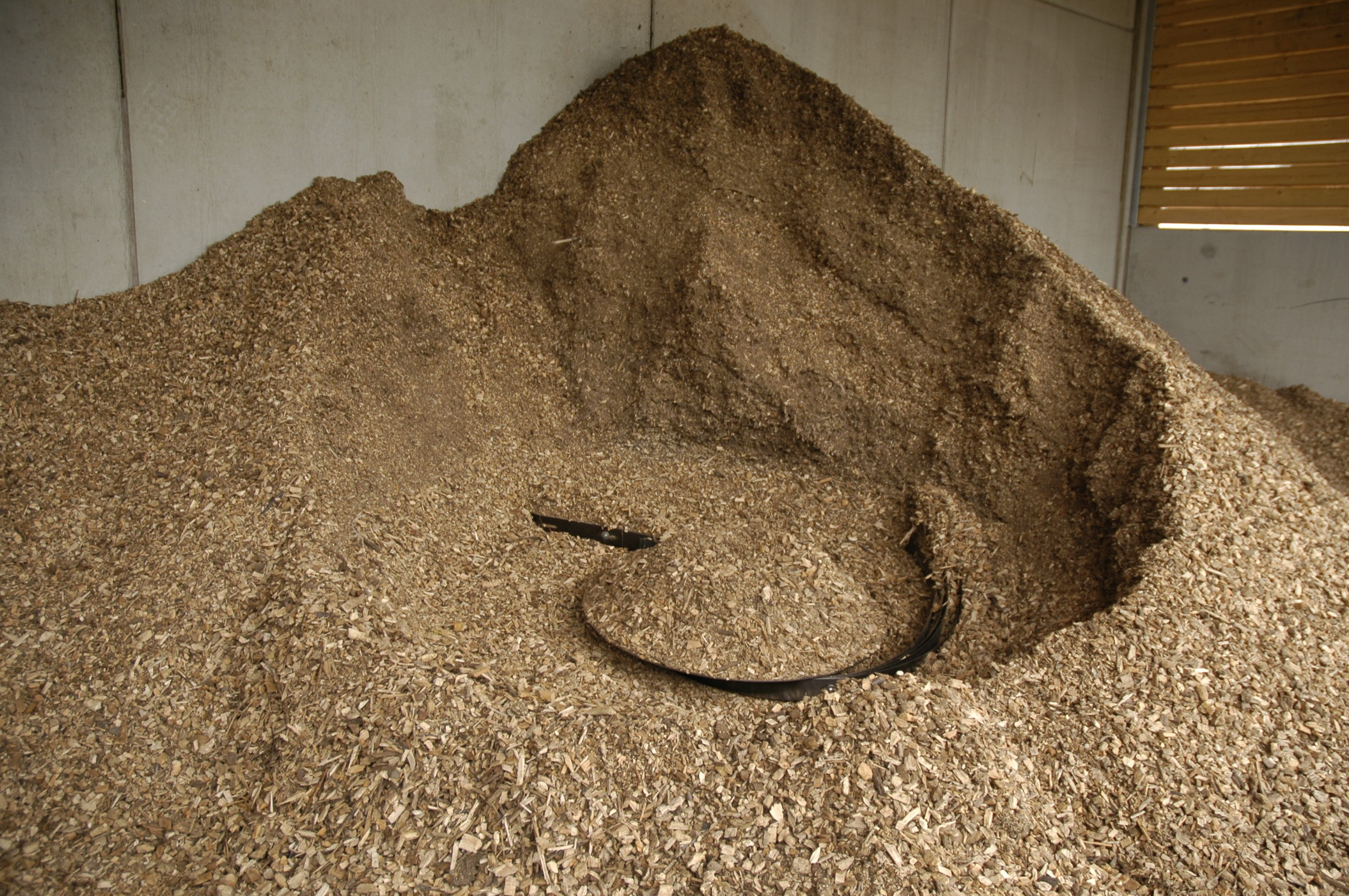
Hackgutbunker mit Raumaustragung zur Zuführung der Biomasse zu einem Heizkessel

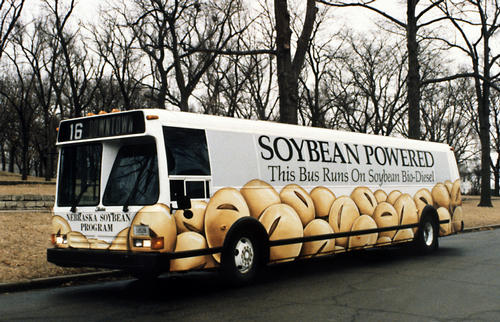
Omnibus mit Biodieselantrieb

Bioenergie ist eine aus Biomasse durch Konversion in elektrische Energie, Wärme oder Kraftstoff universell verwendbare Energieform. Sie greift auf biogene Brennstoffe (oder kurz Biobrennstoffe) zurück, also Brennstoffe biologisch-organischer Herkunft. Biobrennstoffe speichern in ihren chemischen Bindungen solare Strahlungsenergie, die von den Pflanzen als Primärproduzenten durch Photosynthese fixiert wurde. Durch Oxidation dieser Brennstoffe, meist durch Verbrennung, kann diese Energie wieder freigesetzt werden.
Traditionell hat der nachwachsende Rohstoff Holz eine große Bedeutung als Energieträger. Außerdem werden landwirtschaftlich produzierte Agrarrohstoffe und organische Reststoffe aus unterschiedlichen Bereichen genutzt. Weltweit wird die Erzeugung und Nutzung von Bioenergieträgern ausgebaut. Wichtige Gründe sind zum einen langfristig steigende Preise für fossile Energieträger, insbesondere aufgrund ihrer abnehmenden Verfügbarkeit. Zum anderen soll eine Verringerung der Abhängigkeit von einzelnen Energieträgern, wie Erdöl und Erdgas erreicht werden. Zunehmend gewinnen Maßnahmen der Klimaschutzpolitik an Bedeutung, die dem Klimawandel entgegenwirken sollen. Dazu gehören vor allem Bemühungen zur Senkung der Treibhausgasemissionen. Weiterhin kann Bioenergie durch CO2-Abscheidung und -speicherung im Rahmen der Klimakrise eine Rolle als CO2-Senke spielen. In Deutschland wird der Ausbau von Bioenergie gefördert, zum Beispiel mit dem Erneuerbare-Energien-Gesetz (EEG).
Die Debatte um Bioenergie beinhaltet technologische, ethische und kulturelle Fragestellungen. Dabei werden Auswirkungen auf die Umwelt, wie Boden, Wasser, Luft, Biodiversität, Klima und Mitmenschen beachtet. Kulturelle Aspekte beziehen sich auf Kulturlandschaften oder die traditionelle Verwendung von bestimmten Pflanzenarten als Grundnahrungsmittel. Getreide hat in vielen Kulturen einen hohen Symbolgehalt. Daher wird die energetische Verwendung von Weizen teilweise als ethische Grenzüberschreitung wahrgenommen und wird somit häufig tabuisiert.

## Gewinnung biogener Brennstoffe

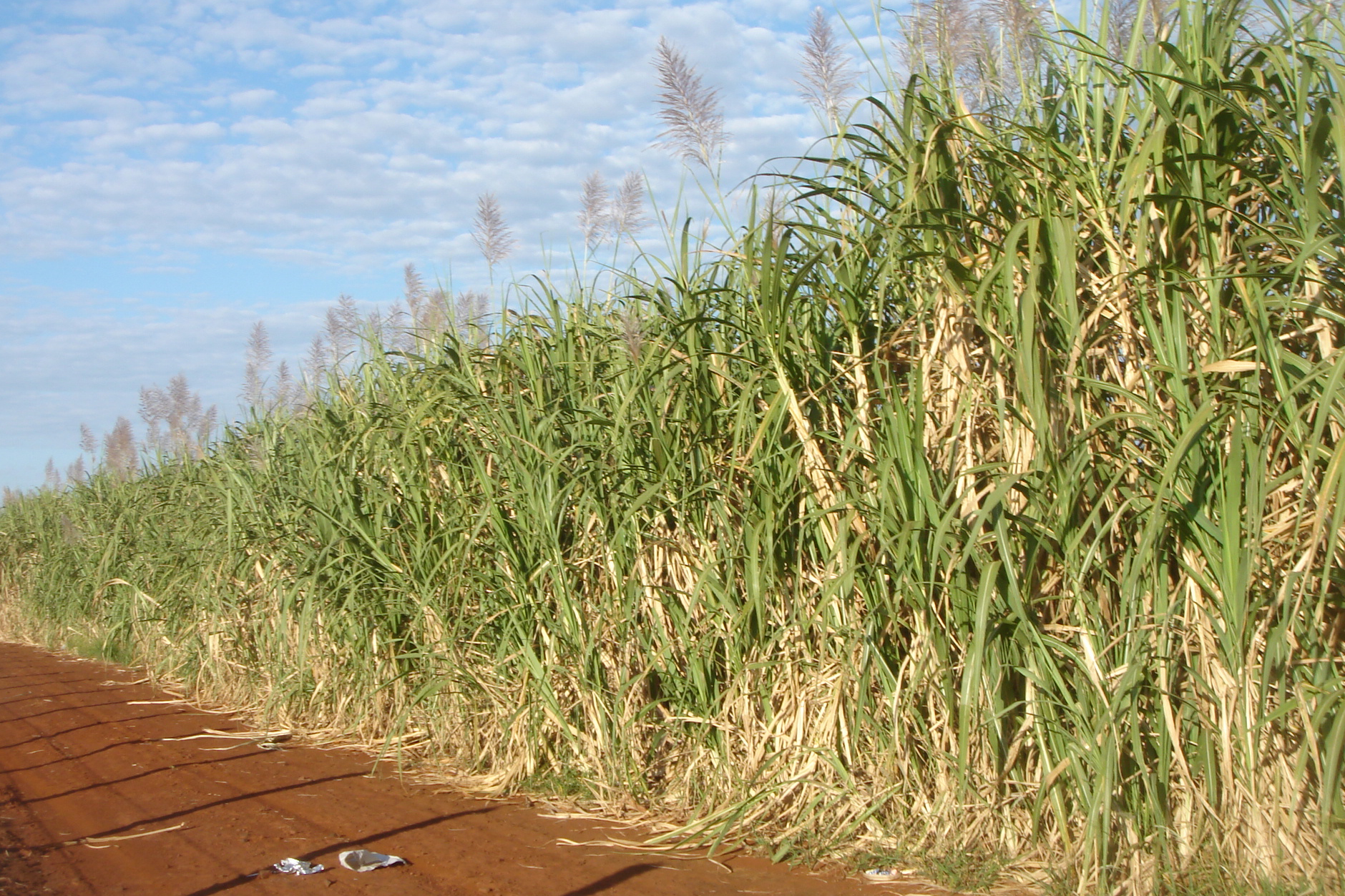
Zuckerrohrplantage in Ituverava, Brasilien

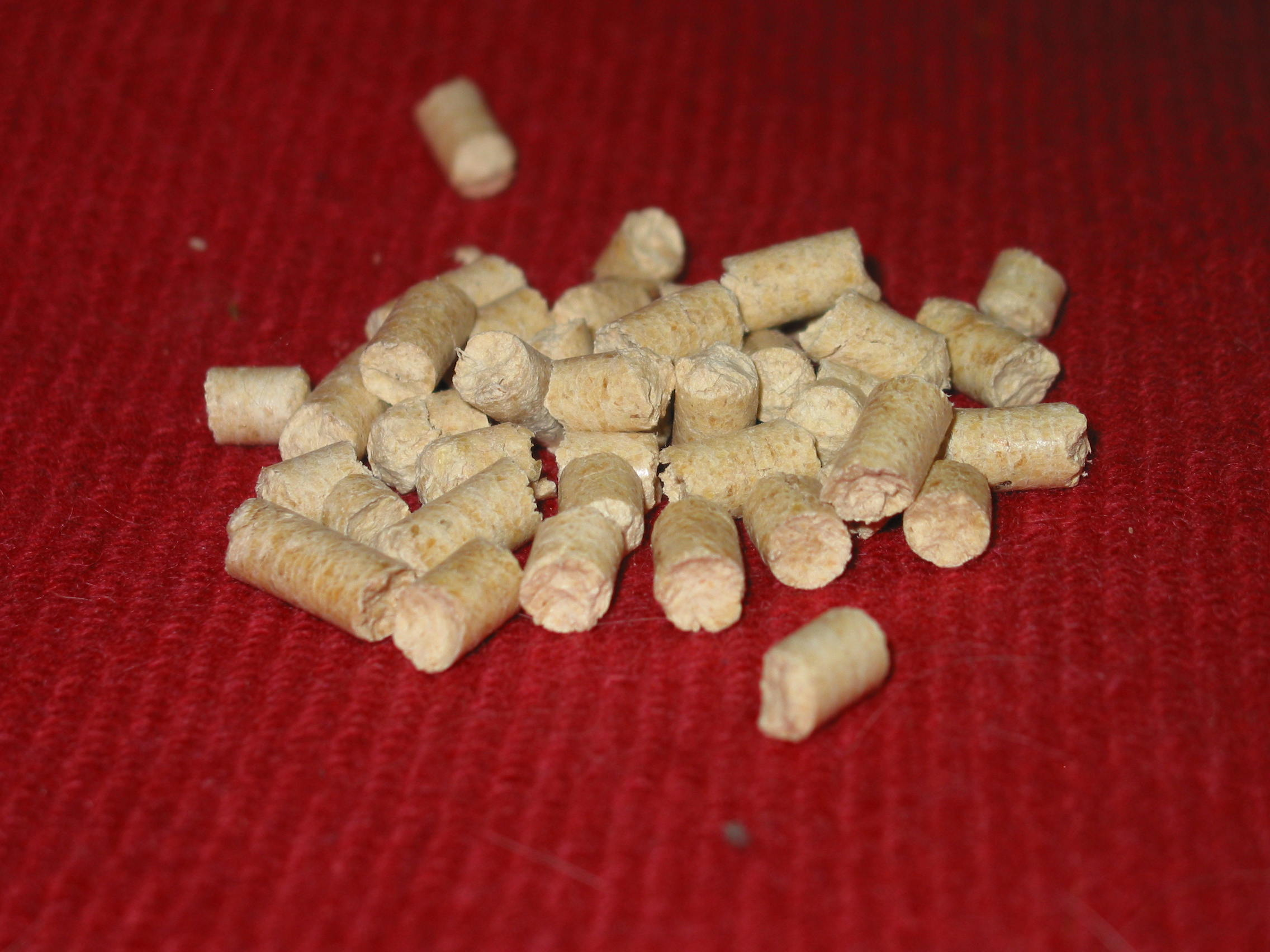
Holzpellets

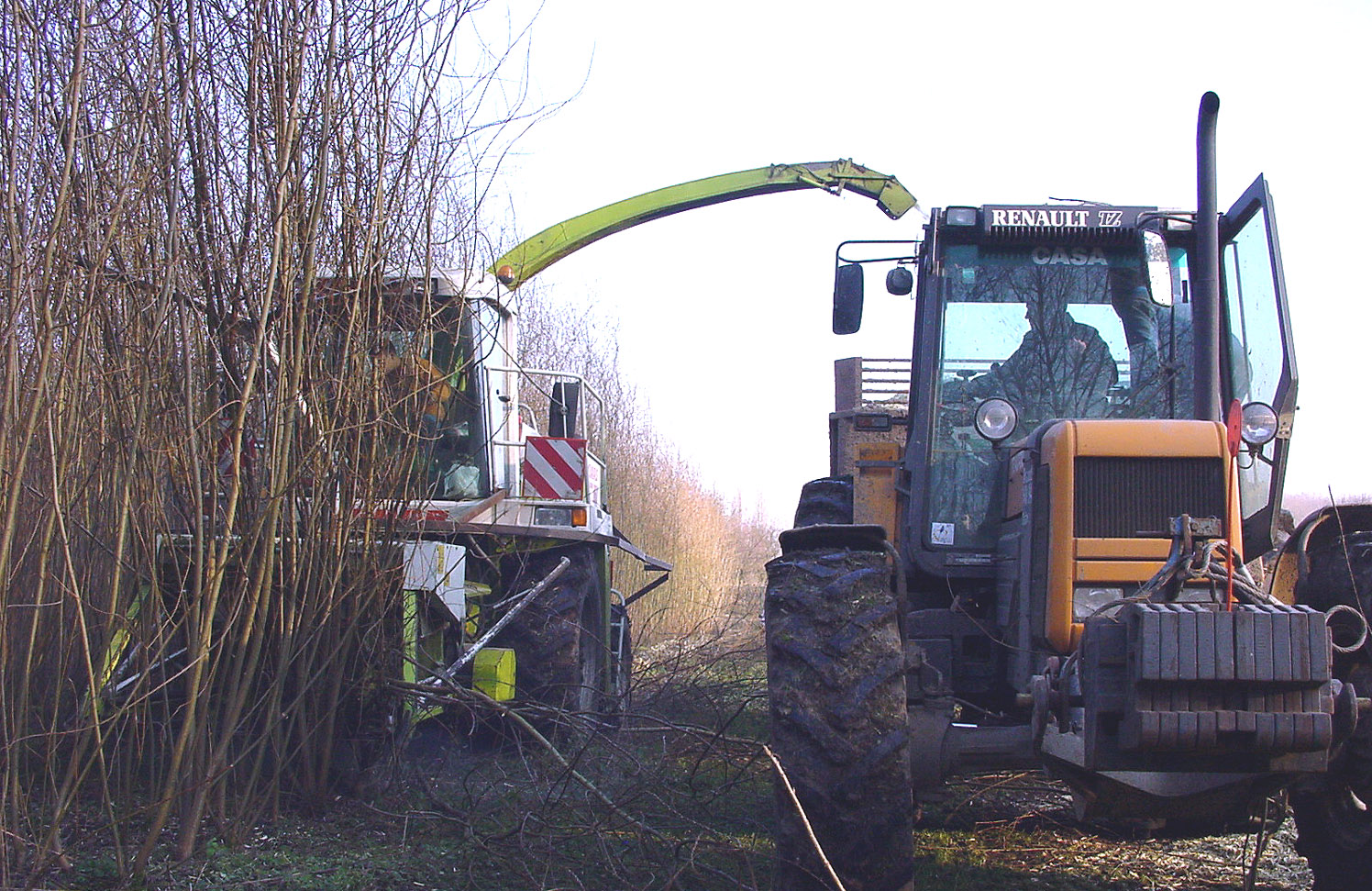
Ernte von Energieholz in einer Kurzumtriebsplantage

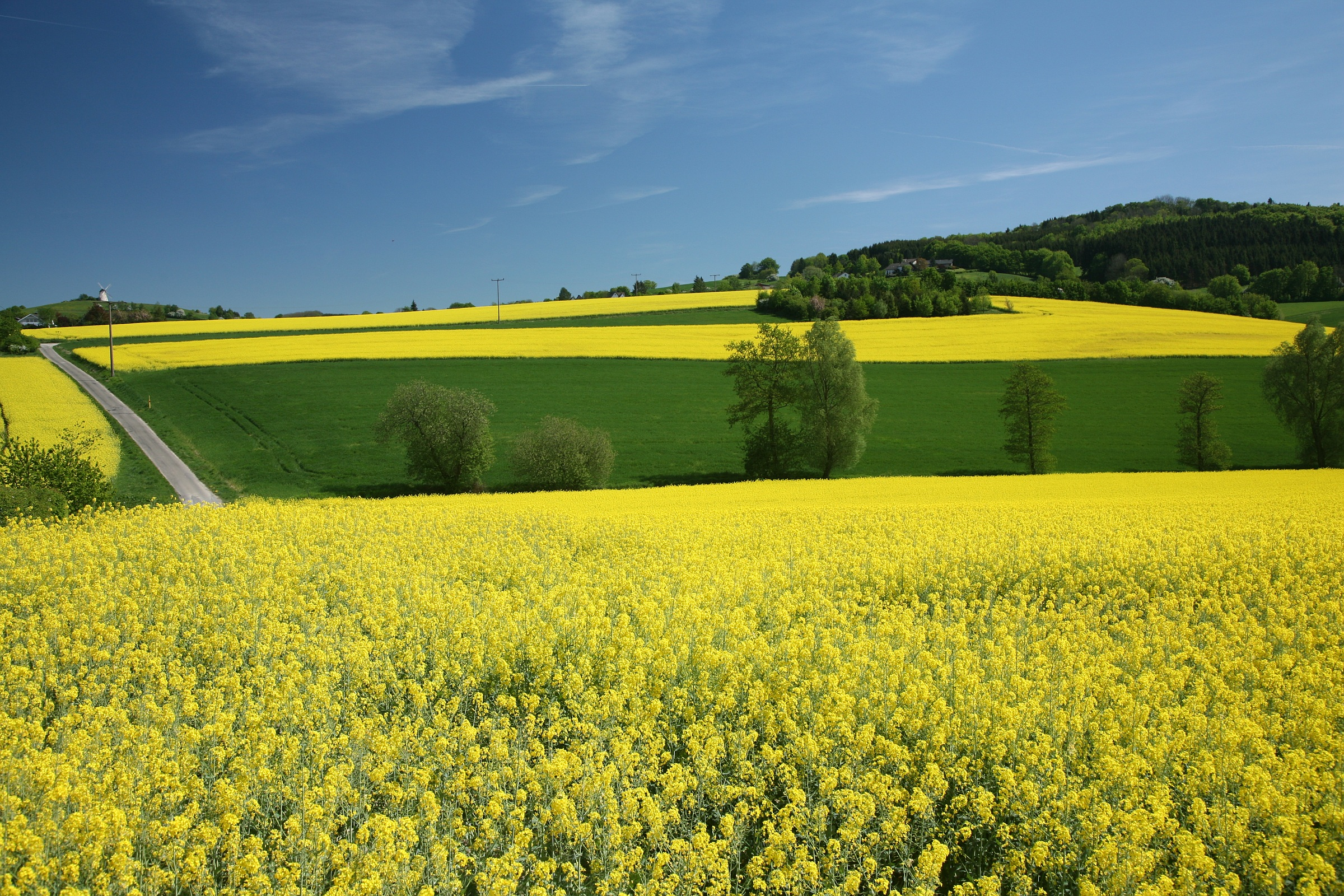
Rapsfelder, Raps ist in Deutschland eine bedeutende Ölpflanze

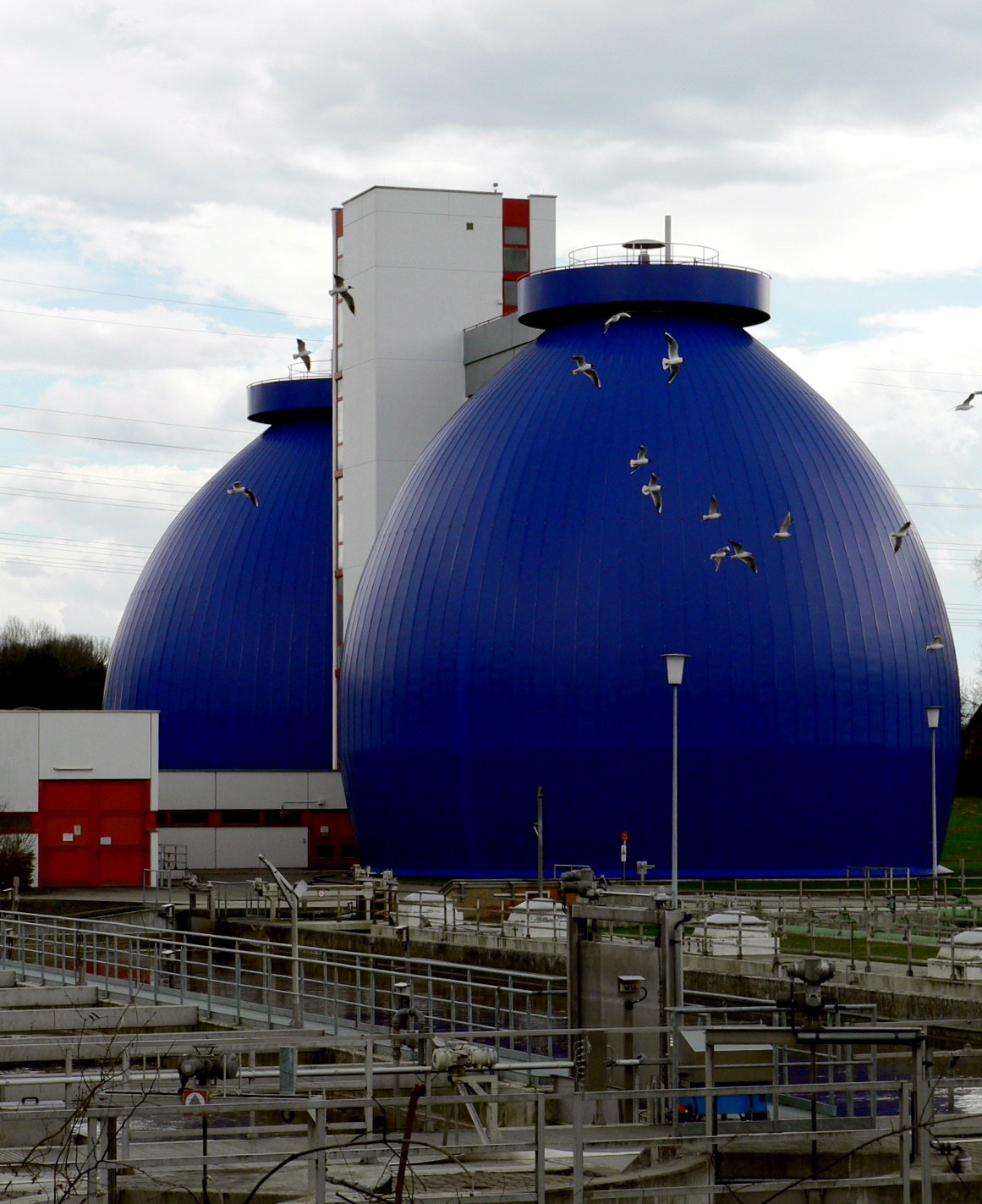
Faulturm für Klärgaserzeugung

Fast alle Arten von Biomasse können für die Nutzung als biogener Brennstoff erschlossen werden. Dabei kann der Brennstoff das Haupt- oder ein Nebenprodukt darstellen oder ein Kuppelprodukt sein. Abhängig von der Art der Biomasse sind unterschiedliche Aufbereitungsschritte notwendig. So können Verfahren wie Methangärung (Biogas), alkoholische Gärung (Ethanol), Pyrolyse oder Ölextraktion (Pflanzenöl) mit anschließender Umesterung (Biodiesel) notwendig sein, oder es kann wie bei Holz auch eine direkte Verwendung erfolgen. Die Nutzung erfolgt meist in Anlagen, die in identischer oder ähnlicher Form auch mit fossilen Energieträgern betrieben werden, wie z. B. Feuerung mit Dampfkessel, Verbrennungsmotor, Gasturbine.
ungezielte forstliche ErzeugungEine der bedeutendsten Nutzungsformen für biogene Brennstoffe ist die Verwendung von Feuerholz zum Kochen und Heizen. Dieses wird meist nicht gezielt erzeugt, sondern in Primär- oder Sekundärwäldern oder anderweitig gesammelt.
forstwirtschaftliche ErzeugungIn Nutzwäldern wird primär Nutzholz (Bauholz, Furnierholz etc.) erzeugt. Dabei fällt auch Tot- und Schwachholz sowie minderwertiges Holz an, das man als Brennholz oder zur Herstellung von Holzpellets oder Holzhackschnitzeln nutzen kann.
forstwirtschaftliche NebenprodukteBeispiele dafür sind aus der Holzindustrie große Mengen an Sägemehl und Restholz an, die direkt thermisch genutzt oder zu Pellets verarbeitet werden. In der Papierindustrie fallen bei der Gewinnung von Zellstoff aus Holz (vor allem aus Lignocellulose bestehend) große Mengen an Lignin an. Dieses kann verfeuert werden. So fallen bei vielen Verarbeitungsprozessen organische Reststoffe an, die durch Verbrennung oder durch Vergärung zu Biogas genutzt werden können.
landwirtschaftlicher AnbauDurch landwirtschaftliche Produktion von einjährigen Pflanzen sind biogene Brennstoffe und die für ihre Herstellung notwendigen Rohstoffe das Hauptprodukt. Beispiele dafür sind Ölpflanzen für Pflanzenöl und Biodiesel, Stärkepflanzen und Zuckerpflanzen etwa zur Herstellung von Bioethanol oder auch sogenannte Energiepflanzen als Substrat zur Erzeugung von Biogas in Biogasanlagen. Landwirtschaftliche Nebenprodukte, die als Abfälle energetisch verwendet werden können, sind beispielsweise Getreidestroh (siehe dazu auch Strohpellets) und Zuckerrübenblätter. Zukünftig kommt das bisher meist nicht genutzte Stroh von Körnermais, Raps und anderen Kulturpflanzen hinzu (siehe dazu Restwertpellets).
landwirtschaftliche Produktion von mehrjährigen PflanzenHier spielen gesondert genutzte Flächen eine wichtige Rolle, beispielsweise Plantagen für Ölpalme und Ölfrüchte. Auch schnellwüchsige Pflanzen, wie Miscanthus, können mehrjährig angebaut werden. Die Ernte erfolgt hierfür jährlich. Schnellwüchsige Baumarten, wie bestimmte Weiden- und Pappelarten, können über viele Jahre auf derselben Fläche angebaut werden und werden im mehrjährlichen Turnus geerntet. Die Fähigkeit zum Stockausschlag erspart das erneute Setzen der Pflanzen. Nebenprodukte aus der Verarbeitung werden direkt als Brennstoff verwendet oder daraus Brennstoffpellets erzeugt, beispielsweise aus Olivenkernen und Olivenpresstrester, Kokosnussschalen und Ölpalmenkernen. Die Gewinnung von Zucker aus Zuckerrohr hinterlässt energetisch nutzbare Bagasse.
organische AbfälleAus Industrie und Haushalten anfallende Reststoffe können durch energetische Nutzung die Entsorgungskosten verringern oder kompensieren. So können Bioabfälle durch Kompostierung behandelt, aber auch eine energetisch Nutzung durch Vergärung in Biogasanlage genutzt werden. Klärschlamm enthält meist einen hohen Anteil organischer Verbindungen und wird bereits durch Verbrennung energetisch genutzt auch um das Volumen des zu deponierenden Klärschlamms zu reduzieren. Das Gleiche gilt auch für Hausmüll zu der neben Bestandteilen fossiler Herkunft auch einen Anteil organischer Substanzen enthält, der durch Verbrennung genutzt wird. Findet eine Deponierung des Hausmülls statt, kann durch anaeroben Abbau aus den organischen Anteilen energiereiches Deponiegas entstehen. Letztlich kommt auch Landschaftspflegematerial aus Baum- und Grasschnitt durch Verbrennung oder Vergärung zu Biogas (hier meist per Trockenfermentation) als biogener Brennstoff in Betracht.
getrennt gesammeltes AltholzAltholz aus Industrierestholz, Baurestmassen, aus handwerklicher Verarbeitung und aus der Abfallsammlung dient ebenfalls als biogenes Brennmaterial.
SonstigesTorf wird unverarbeitet oder zu Pellets gepresst als Brennstoff genutzt. Tran und Tiermehl dienen ebenfalls als biogener Brennstoff.

## Kategorien biogener Brennstoffe
Biogene Brennstoffe werden gemäß ihrem Aggregatzustand eingeteilt.

### Biogene Festbrennstoffe

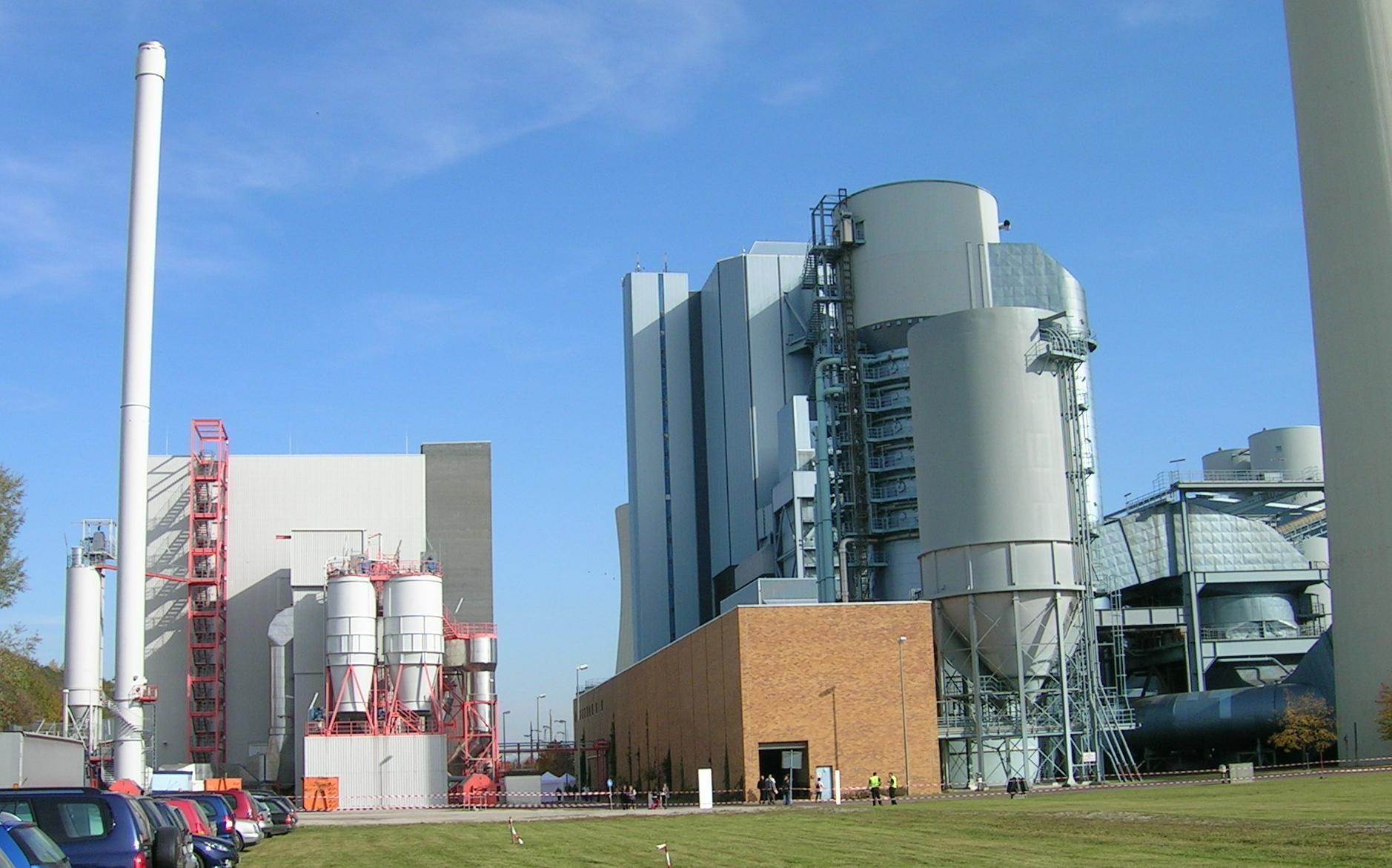
Biomasseheizkraftwerk Zolling (BRD)

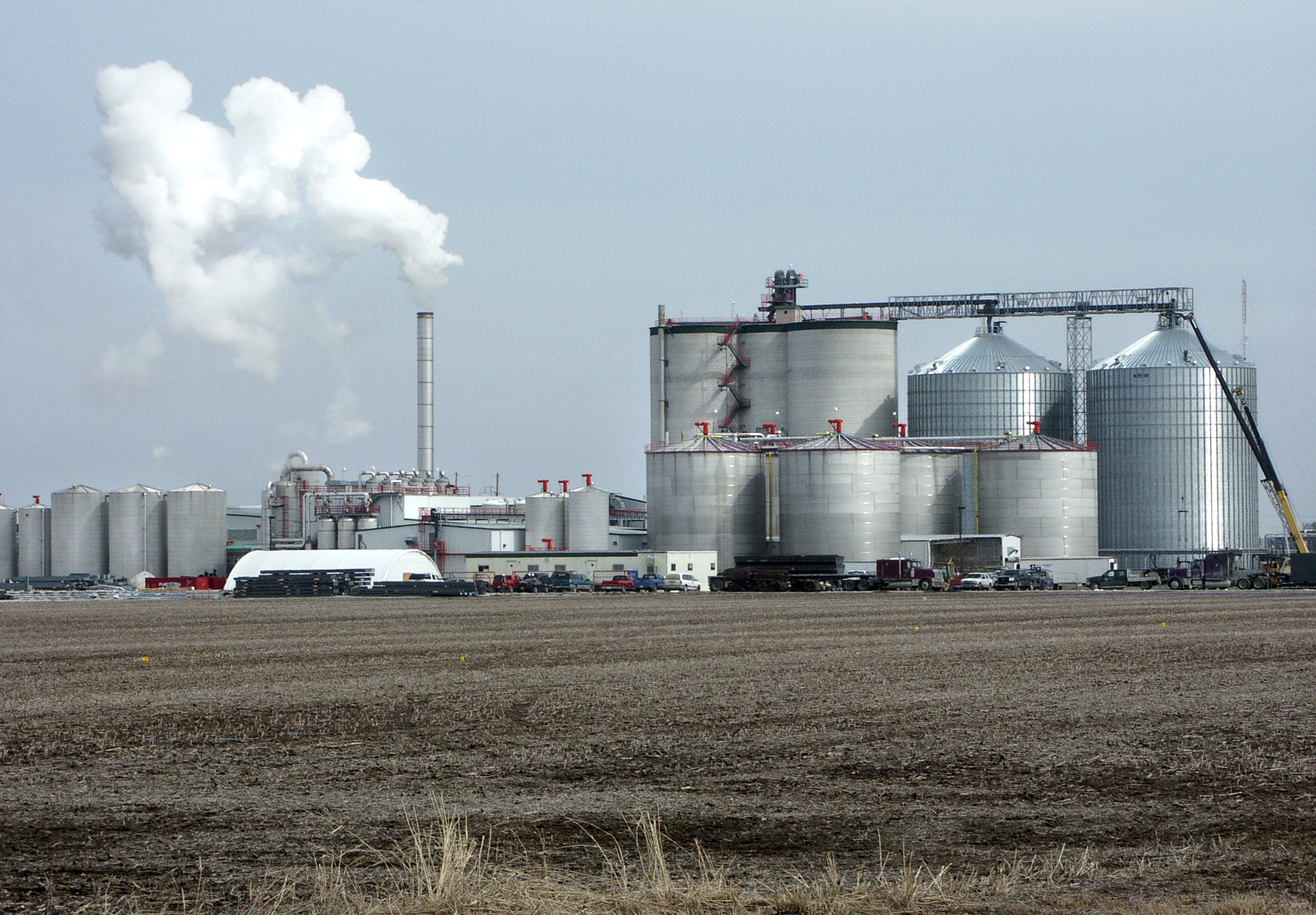
Bioethanolfabrik in West Burlington, Iowa

Viele biogene Festbrennstoffe können ohne aufwendige Aufbereitung (nur Trocknung, Zerkleinerung) genutzt werden, wie Holz (Scheitholz, Holzhackschnitzel), Stroh oder Bagasse. Die für eine saubere Verbrennung erforderliche Sauerstoffzufuhr ist bei massiven Festbrennstoffen nur unmittelbar an deren Oberfläche vorhanden, womit deren Verbrennung problematischer ist, als bei flüssigen oder gasförmigen Brennstoffen. Teilweise erfolgt aber auch eine aufwendige Verarbeitung dieser Rohstoffe, um Produkte mit exakter definierten Eigenschaften (Abmessung, Energiegehalt, Aschegehalt) zu erhalten, sowie deren Oberfläche zu vergrößern, wie Holz- und Strohpellets. In vielen Ländern sind Festbrennstoffe für die Bereitstellung von Wärme zum Kochen bedeutend. In Deutschland dienen Festbrennstoffe in Kleinanlagen vor allem der Wärmebereitstellung und in Großanlagen der gekoppelten Wärme- und Stromversorgung.
Mit der Umwandlung von biogenen Festbrennstoffen in Biomass to Liquid (BtL), Biopyrolyseöl, Synthetic Natural Gas (SNG), Bioethanol, Biogas und andere Produkte besteht die Möglichkeit zur Überführung in andere Aggregatzustände. Thermische, biochemische oder andere Verfahren kommen dabei zum Einsatz. Durch Pressen oder Extrahieren können aus Pflanzensamen (Raps, Soja, Sonnenblumen) Pflanzenöle gewonnen werden.

### Biogene Flüssigbrennstoffe
Die bedeutendsten biogenen Flüssigbrennstoffe sind Biokraftstoffe wie Bioethanol, Pflanzenöl und Biodiesel. Diese werden meist in Fahrzeugmotoren eingesetzt und müssen bestimmte, normierte Eigenschaften erfüllen. Daneben gibt es weitere, weniger exakt definierte biogene Flüssigbrennstoffe wie Pyrolyseöl, das aus fester Biomasse gewonnen wird.

### Biogene Brenngase
Zu den biogenen Brenngasen gehören Faulgase (Biogas, Klärgas, Deponiegas), Biomethan, SNG (Synthetic Natural Gas) und Biowasserstoff. Die beiden letztgenannten haben in Deutschland bisher keine wirtschaftliche Bedeutung. Biogene Brenngase werden vor allem zur gekoppelten Strom- und Wärmebereitstellung in Blockheizkraftwerken (BHKW) meist am Ort der Gasherstellung verwertet: Biogasanlagen, Deponien, Klärwerke. Nach einer sogenannten Biogasaufbereitung (insbesondere der Abtrennung des Kohlendioxids) kann man Biomethan auch in das Erdgasnetz einspeisen. Die Gewinnung von Faulgas erfolgt durch Vergärung von organischer Substanz (z. B. Gülle, Silage, organische Anteile in Abwasser und Hausmüll). SNG und Biowasserstoff können durch Vergasung von Biomasse zu Synthesegas und anschließende Verfahren zur Erhöhung der Methananteils (CH4 – bei der SNG-Erzeugung) bzw. der Wasserstoffanteils (H2 – bei der Biowasserstofferzeugung) produziert werden.

## Nutzung von Bioenergie

### Biogene Wärme- und Stromerzeugung

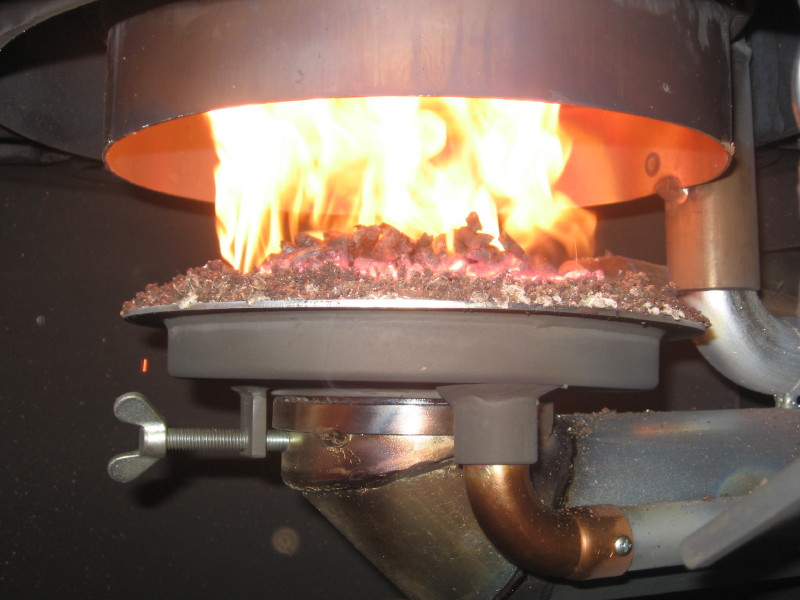
Unterschubfeuerung einer Pelletheizung

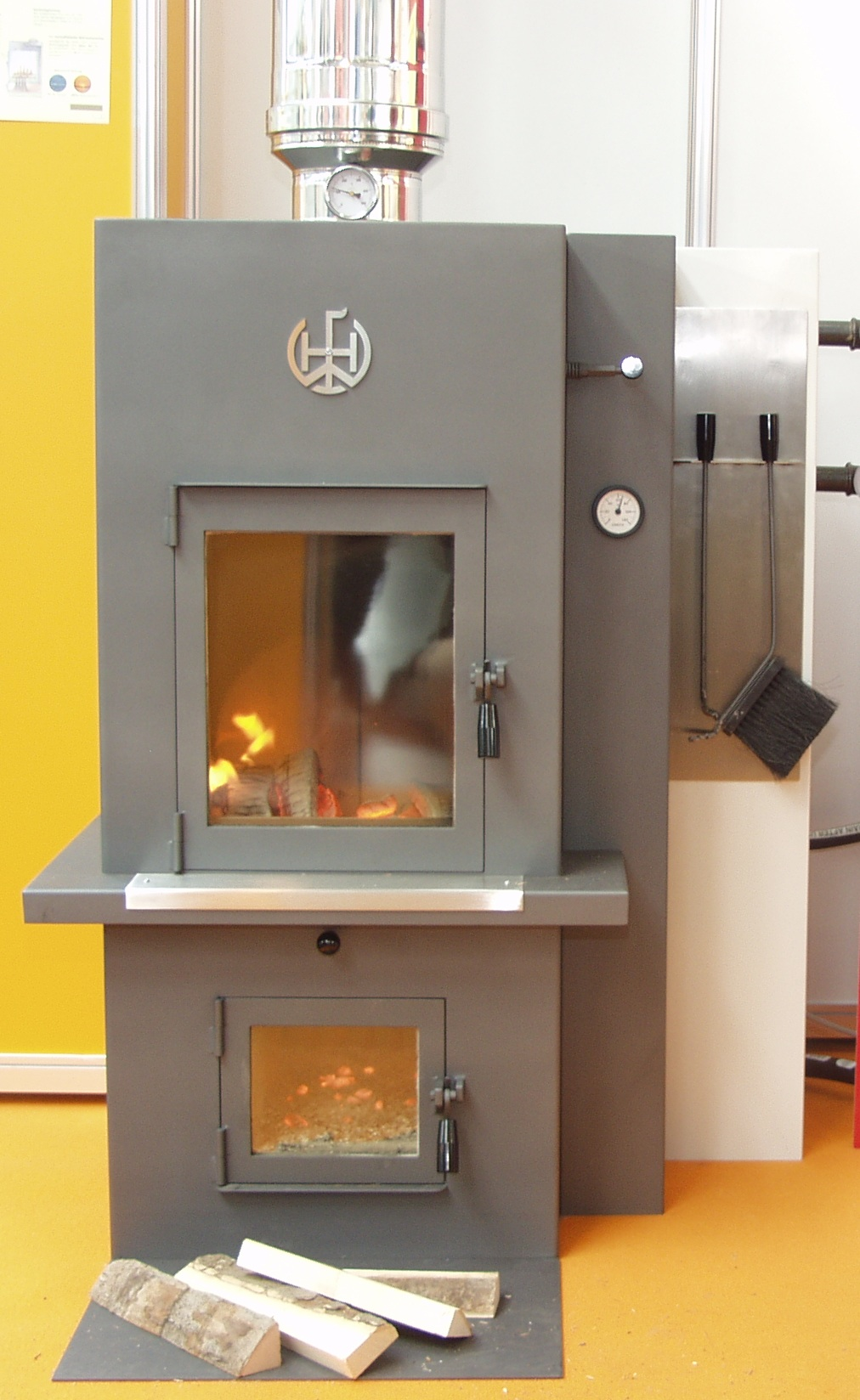
Holzvergaserofen in einem Wohnhaus

In energietechnischen Anlagen zur Nutzung von Biomasse werden verschiedene Prinzipien der Energiewandlung eingesetzt. Bei größeren Anlagengrößen ist eine kombinierte Erzeugung durch Kraft-Wärme-Kopplung (KWK) üblich, die einen höheren exergetischen Wirkungsgrad erreicht als bei alleiniger Wärme- oder Stromerzeugung. Beispiele für KWK-Anlagen sind Biomasseheizkraftwerke (Verfeuerung fester Biobrennstoffe), Biogasanlagen mit Blockheizkraftwerk (BHKW) und Biomassevergaser mit BHKW (Holzgas-BHKW).
- Biomassekraftwerke sind ganzjährig betriebene Anlagen zur Biomasseverfeuerung, die über Dampfturbinen Elektrizität produzieren. Der elektrische Wirkungsgrad liegt bei 30 bis 35 Prozent. Zum Einsatz kommen vorwiegend Gebrauchtholz (Altholz) sowie preisgünstige sonstige Holzsegmente (Restholz). Die typische elektrische Leistung liegt bei 20 MW.
- Biomasseheizkraftwerke nutzen ganzjährig Biomasse, um Wärme und auch Strom zu erzeugen. Dabei kommen meist Dampfturbinen und ORC-Turbinen zum Einsatz. Neben Forstholz (Waldrestholz) und Industrierestholz als hauptsächlichem Brennstoff können auch landwirtschaftliche Erzeugnisse wie das Holz aus Kurzumtriebsplantagen und Stroh genutzt werden. In Skandinavien (speziell Finnland) wird oftmals auch Torf zugefeuert, da dieser lokal gewonnen wird. Der elektrische Wirkungsgrad liegt bei 15 bis 25 Prozent, der thermische Wirkungsgrad bei etwa 60 Prozent. Die typische elektrische Leistung liegt bei 0,5 bis 50 MW.
- Biomasseheizwerke bzw. Pelletkessel erzeugen Nutzwärme. Bei größeren Heizwerken werden meist günstigere Holzhackschnitzel genutzt, bei kleineren Anlagen Pellets, die als Brennstoff besser definierte Eigenschaften haben und daher von der Fördertechnik anspruchsloser sind und weniger Betreuungsaufwand verursachen. Eine Nutzung in Kleinanlagen (Kamine, Öfen, Heizkessel) in Wohnhäusern ist möglich, beispielsweise in Pelletheizungen oder Scheitholzkesseln. Bei höherem Wärmebedarf (Mehrfamilienhäuser, Gewerbe, Industrie) kommen Holzhackschnitzelheizungen zum Einsatz.
- Biomassevergaser-BHKW (Holzgas-BHKW) befinden sich derzeit noch in der Entwicklung und Markteinführung. Sie basieren auf der Verbrennung von Prozessgasen, die bei der Biomassevergasung entstehen. Dabei können unterschiedliche Sortimente von Holz, halmgutartige Biomasse und viele weitere Rohstoffe zum Einsatz kommen. Der elektrische Wirkungsgrad liegt bei 10 bis 30 Prozent, der thermische Wirkungsgrad bei etwa 40 bis 50 Prozent. Die typische elektrische Leistung liegt bei 30 bis 250 kW.
- Durch Vergärung von Gülle, Pflanzensilage und anderer Biomasse (Substrat) in Biogasanlagen wird sogenanntes Biogas erzeugt. In den meisten Fällen erfolgt zunächst eine geringfügige Aufbereitung des Gases und anschließend die Erzeugung von elektrischem Strom und Nutzwärme in einem Blockheizkraftwerk nahe der Biogasanlage. Durch eine weitere, aufwändigere Aufbereitung (Biogasaufbereitung) zu Biomethan ist in Deutschland nach der Gasnetzzugangsverordnung (GasnetzZugVO) auch eine Einspeisung in das Erdgasnetz möglich. Durch Verstromung des Biomethans an einer geeigneten Wärmesenke kann eine bessere Abwärmenutzung möglich sein. Auch eine Nutzung des Biomethans als Kraftstoff in Fahrzeugen mit Erdgasantrieb ist möglich.
- Eine weitere Option kann die Herstellung von Synthetic Natural Gas (SNG, synthetisches Erdgas) aus Biomasse durch Pyrolyse und anschließende Methanisierung sein. Wie bei der Aufbereitung von Biogas zu Biomethan in Erdgas-Qualität kann auch dieses Produkt eines Methanisierungs-Prozesses auf Erdgasqualität aufbereitet und in das Erdgasnetz eingespeist werden. Wie bei Erdgas ist auch hier eine Nutzung sowohl zur Strom- und Wärmeerzeugung als auch als Kraftstoff möglich. Bisher hat die Erzeugung von SNG nur eine geringe Bedeutung. Die Erzeugung von Wasserstoff aus Biomasse erscheint aussichtsreicher, da der thermo-chemische Herstellungs-Vorgang nicht aufwändiger, der Klimavorteil jedoch aufgrund der frühzeitigen Kohlenstoff-Abscheidung höher ist. Letzteres ist insbesondere dann der Fall, wenn Biokohle entsteht und zur Verbesserung der Bodenfruchtbarkeit in Äcker eingepflügt wird.

### Biokraftstoffe
Biokraftstoffe werden in Verbrennungskraftmaschinen, wie Verbrennungsmotoren oder Gasturbinen eingesetzt.
Sie werden häufig unterteilt in eine erste, zweite und dritte Generation. Diese Einteilung ist jedoch problematisch, da es weder klare Abgrenzungen noch allgemein anerkannte Definitionen der jeweiligen Generation gibt.
Biokraftstoffe der ersten Generation

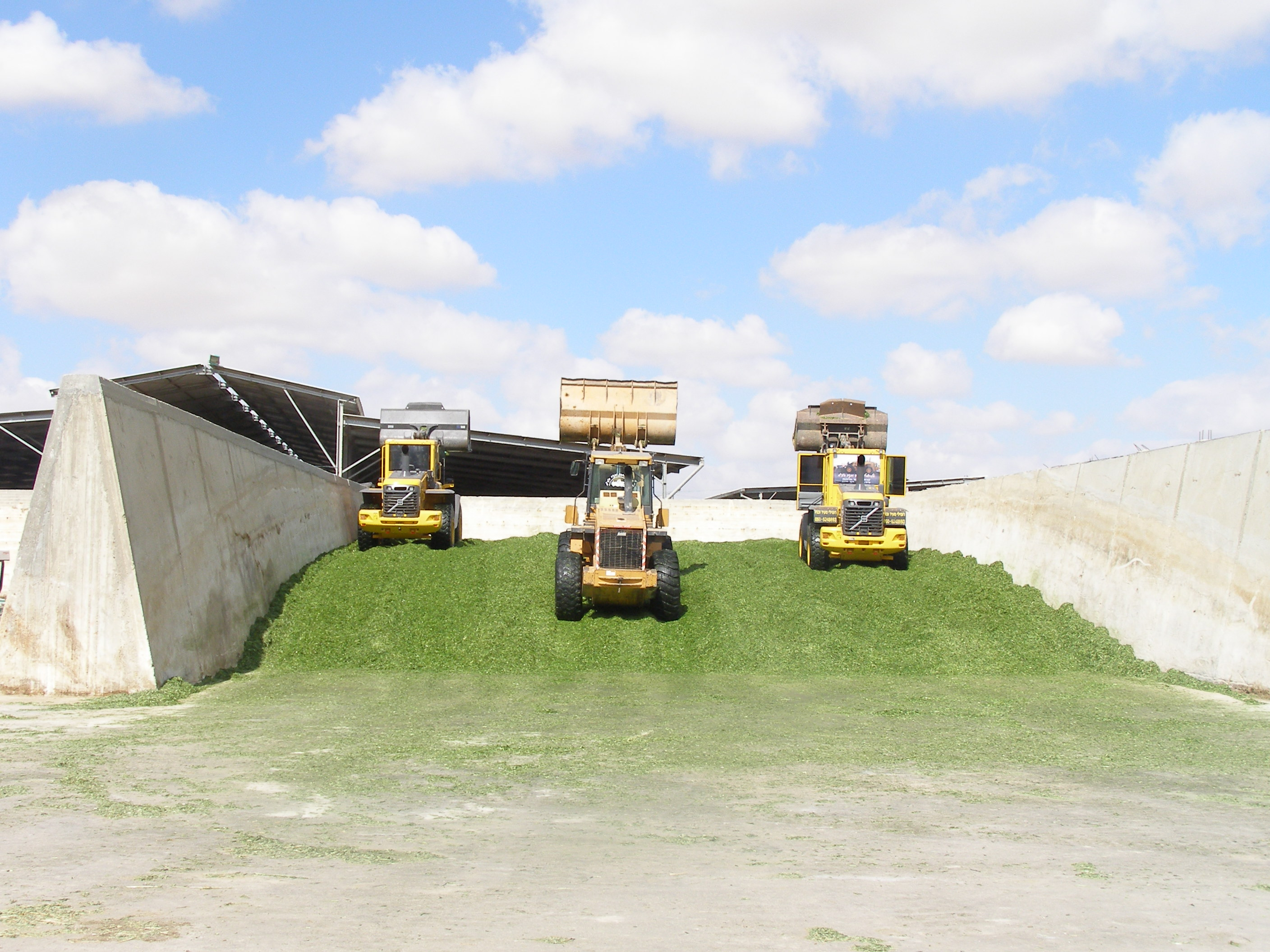
Silageproduktion aus Energiemais

Konventionelle Biokraftstoffe wie Bio-Ethanol aus Getreide und Bio-Diesel aus Raps verwenden allein die Pflanzenfrucht und werden häufig als „erste Generation“ bezeichnet.
- Bioethanol wird durch Vergärung von Zuckern (aus Zuckerrübe, Zuckerrohr) und Zuckerpolymeren wie vor allem Stärke (aus Mais, Getreide, Kartoffel) gewonnen.
- Pflanzenöle werden durch Pressen oder Extraktion aus ölhaltigen Pflanzenbestandteilen gewonnen (Frucht von Raps, Soja, Sonnenblume).
- Biodiesel wird zur Verbesserung der Eigenschaften als Kraftstoff durch Umesterung aus Pflanzenölen hergestellt.

Biokraftstoffe der zweiten Generation

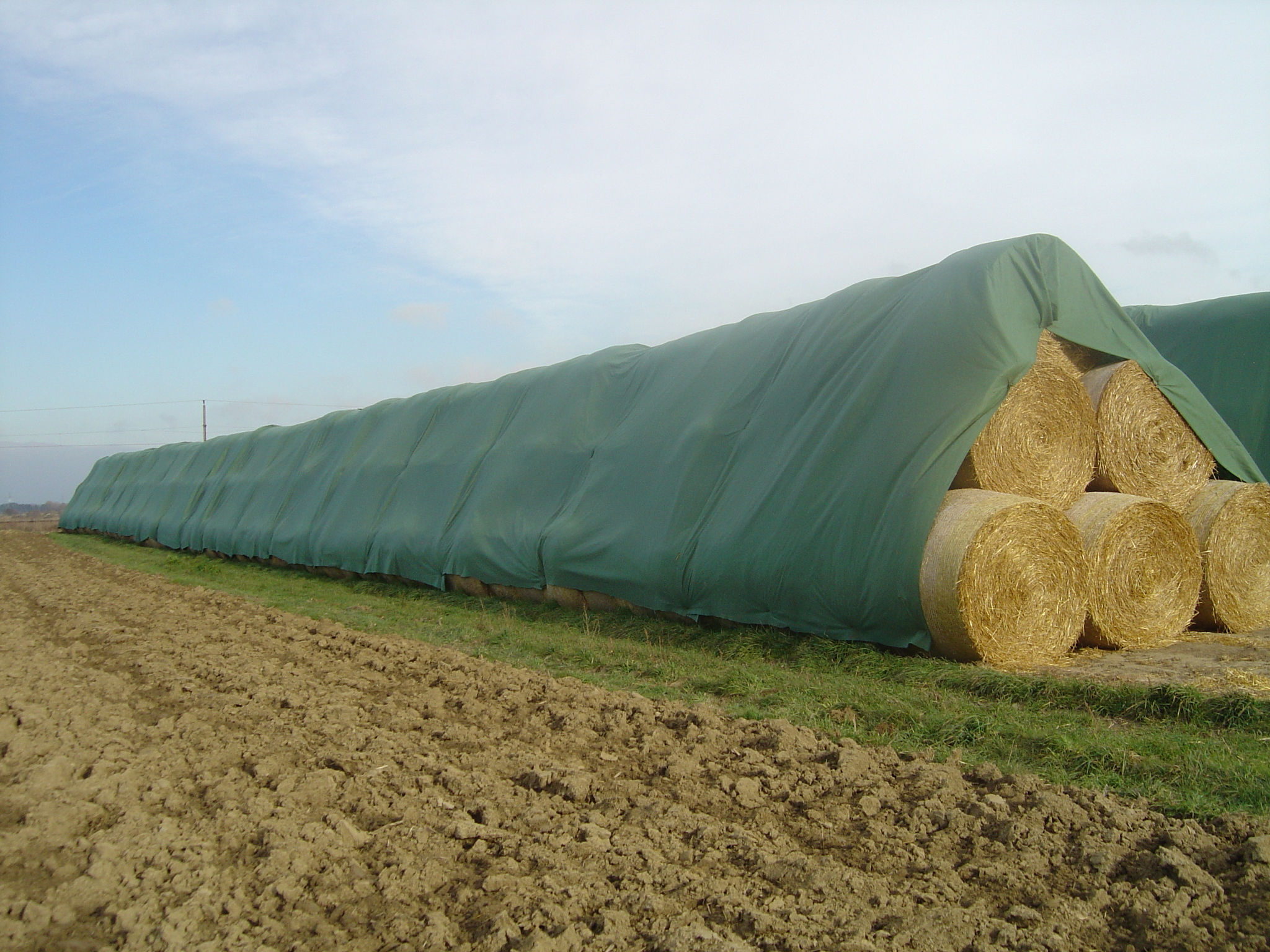
Stroh kann als Rohstoff zur BtL-Kraftstoffgewinnung dienen.

Biokraftstoffe zweiter Generation – wie Zellulose-Ethanol oder synthetischer Biodiesel – erlauben die Verwendung der ganzen Pflanze und besitzen somit größere Nachhaltigkeitsvorteile. Darüber hinaus können sie Stroh und pflanzliche Reststoffe verwenden und greifen nicht, wie Biokraftstoffe erster Generation, in die Nahrungsmittelkette ein.
Insbesondere Cellulose- und Lignocellulose-Anteile von Pflanzen und Holz wird ein hohes Potential zugeordnet. Da der Herstellungsprozess bei derzeitigem Stand der Technik jedoch deutlich aufwendiger ist, als bei Kraftstoffen der ersten Generation, erfolgt bisher keine Umsetzung in großem kommerziellen Maßstab.
- BtL-Kraftstoffe (biomass to liquid) können aus fast jeder Art Biomasse (Stroh, Miscanthus, Kurzumtriebsholz, Waldrestholz, Holzabfälle) hergestellt werden. Diese wird durch Vergasung zunächst in niedermolekulare Bestandteile zerlegt und nach einer Gasreinigung durch Fischer-Tropsch-Synthese in ein Gemisch von Kohlenwasserstoffen umgewandelt. Die Verfahren befinden sich noch in der Entwicklung.
- Biomethan aus Biogas kann auch als Kraftstoff dienen.
- Die Gewinnung von Bioethanol aus Cellulose (Cellulose-Ethanol) ist ebenfalls noch in der Entwicklung.

Biokraftstoffe der dritten Generation

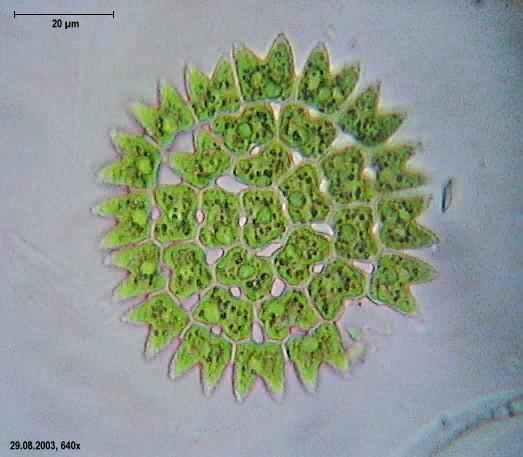
Die Mikroalge Pediastrum duplex

Gelegentlich werden Algenkraftstoffe wegen der hohen Produktivität der Algen pro Kultivierungsfläche als dritte Generation der Biokraftstoffe genannt. Jedoch findet derzeit keine kommerzielle Produktion statt und wird von Experten wegen hoher Betriebs- und Investitionskosten auch in absehbarer Zukunft nicht erwartet. Allerdings gibt es Pläne, Algen aus dem Meer energetisch in Form von Biogas bzw. Biokraftstoffen zu nutzen. Ein Pilotprojekt hierzu startete im Jahr 2013 auf den Fidschi-Inseln, deren Küsten häufig von Algenblüten betroffen sind. Die Beseitigung der angeschwemmten Algen an den Stränden ist bisher mit einem hohen Aufwand verbunden. Langfristig könnten Algenplantagen im Meer nach einer 2012 erschienenen Studie den gesamten fossilen Energiebedarf der Menschheit decken und – den Einsatz einer Kohlenstoffdioxidabscheidung vorausgesetzt – zugleich den CO2-Anteil in der Erdatmosphäre senken.

## Potenziale und Flächenbedarf
Die Potenziale der Bioenergien hängen vor allem von der Verfügbarkeit von Anbaufläche, auf denen Nachwachsende Rohstoffe (NawaRos) für die Energieerzeugung angebaut werden können, ab. Wichtig ist auch die Menge an landwirtschaftlichen, forstwirtschaftlichen und anderen organischen Reststoffen.

### Weltweit

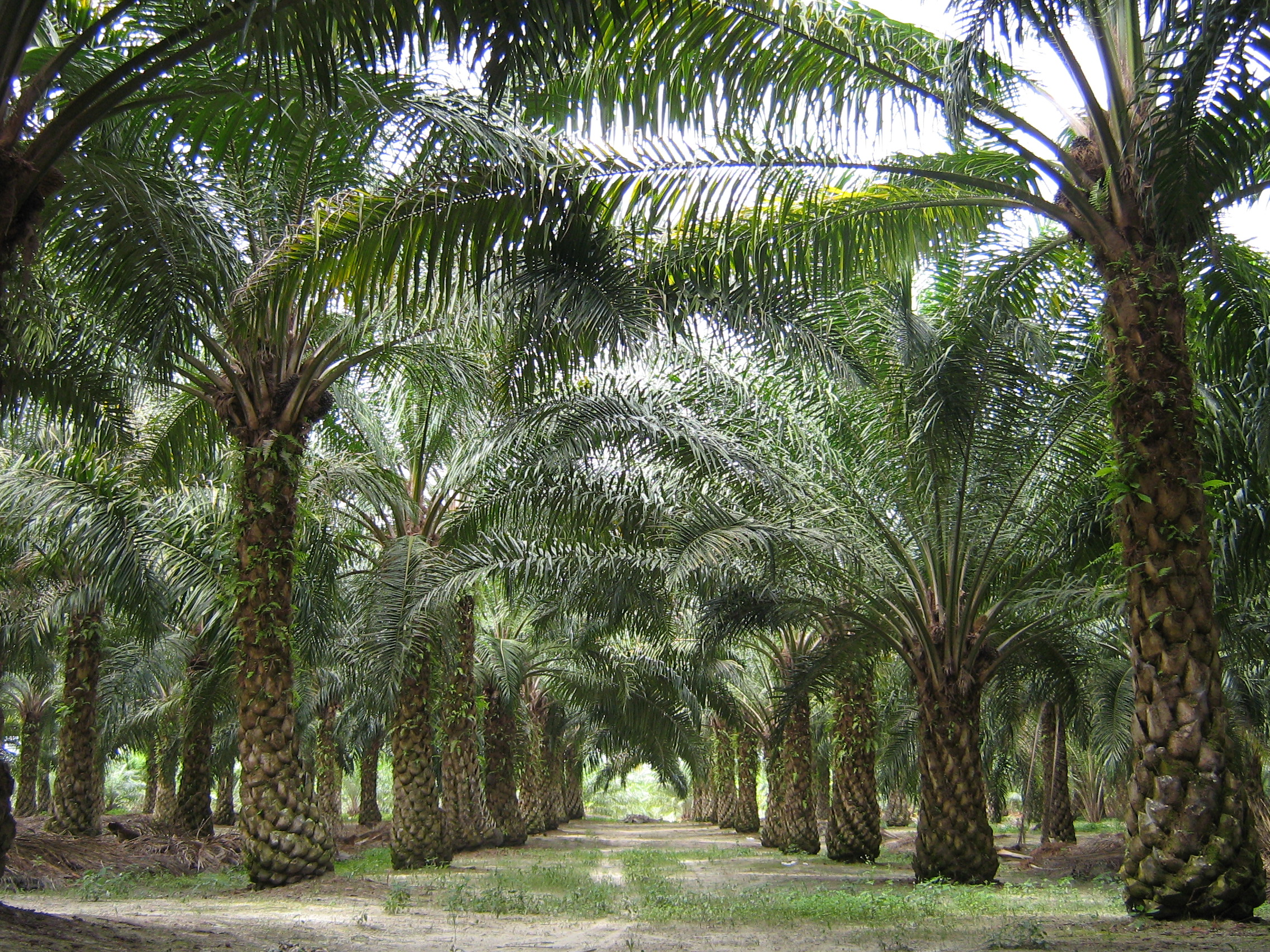
Palmölplantage

Das energetische Potential der Bioenergie ist weltweit umstritten. Die Internationale Energieagentur kam 2006 zu dem Ergebnis, dass unter der Annahme sehr schneller technologischer Entwicklung weltweit bis zu 700 Exajoule (EJ) an Bioenergie genutzt werden könnten, ohne dass die Nahrungsmittelproduktion, die Wälder oder die Biodiversität gefährdet würde. Damit besäße die Bioenergie das Potential, etwa 60 % des geschätzten Primärenergiebedarfes des Jahres 2050 zu decken. Neuere Studien geben das Potential konservativer mit 180 EJ an, was etwa 15 % des für 2050 erwarteten Energiebedarfes entspricht.
Nach Erhebungen der Food and Agriculture Organization (FAO) kommen 3,5 Milliarden Hektar degradierter Fläche für den Anbau von Bioenergiepflanzen infrage. Dagegen betrug die Anbaufläche für Biokraftstoffe im Jahr 2007 weltweit nur 30 Millionen Hektar. Demnach wären die weltweit verfügbaren Potenziale für Bioenergie noch weitgehend unerschlossen, wodurch kaum Konkurrenz zu Nahrungsmittelanbau entstehen würde.
Nach einem Gutachten des Wissenschaftlichen Beirats der Bundesregierung Globale Umweltveränderungen (WBGU) beträgt das technische Potenzial, unter Beachtung sehr weitreichender Naturschutzkriterien, zwischen 30 EJ und 120 EJ, was ungefähr 6 bis 25 Prozent des primären Weltenergiebedarfs entspricht. Zusammen mit biogenen Reststoffen kann Bioenergie demnach 80 bis 170 EJ und damit 16 bis 35 Prozent des Weltenergiebedarfs bereitstellen. Aufgrund wirtschaftlicher und politischer Restriktionen sei eine Abschöpfung des Potenzials jedoch nur etwa zur Hälfte möglich (8 bis 17,5 Prozent des Weltenergiebedarfs).
Andere Studien berechnen weit höhere mögliche Potenziale bis zu 1440 EJ (das Dreifache des Weltenergiebedarfs). Grundlagen sind insbesondere höhere Annahmen zur Ertragshöhe pro Flächeneinheit vor allem auf degradierten Böden. Diese wurden im WBGU-Gutachten konservativ eingeschätzt. Eine Studie im Auftrag der Agentur für Erneuerbare Energien kommt zu dem Ergebnis, dass bei Nutzung der Hälfte der weltweiten degradierten Flächen mehr als 40 Prozent des heutigen globalen Primärenergiebedarfs aus Energiepflanzen gedeckt werden kann. Zusammen mit biogenen Reststoffen kann demnach die Hälfte des gesamten Weltenergiebedarfs mithilfe von Bioenergie gedeckt werden, ohne dass Nutzungskonkurrenzen zu Naturschutz oder zur Nahrungsmittelversorgung entstehen müssten.
Von der weltweiten Agrarfläche werden drei Prozent für den Anbau von Bioenergie genutzt, bzw. sechs Prozent der Weltgetreideernte. Der Anteil der benötigten Ackerfläche blieb in den letzten Jahren konstant bei gleichzeitiger Erhöhung der Biotreibstoffproduktion.

### Europa
Mit Hinsicht auf die Bioenergiepotenziale in der EU-27 weisen Studien eine Bandbreite von 5 bis 14 Exajoule pro Jahr aus, davon 2 bis 7 Exajoule auf Energiepflanzen und 1 bis 7 Exajoule auf Forstzuwachs. Dies entspricht 6 % bis 20 % des derzeitigen EU-Primärenergieverbrauchs.
Gegenwärtig werden sechs Prozent der globalen Getreideernte zur Herstellung von Bioenergie für die Treibstoff, Strom- und Wärmegewinnung genutzt. Von der europäischen Getreideernte werden 3,2 Prozent für Bioenergie genutzt. Der überwiegende Teil (58 Prozent) wird für Viehfutter verwendet.
Das mehrjährige europäische Forschungsprojekt „Biomass Futures“ hat ermittelt, dass in der EU bis 2020 mehr als 21 Millionen Hektar für den Anbau von Energiepflanzen frei werden können. Das Forschungsprojekt 4FCrops berechnet mit rund 20 Millionen Hektar Flächenpotenzial, trotz Zugrundelegung anderer Annahmen, ein ähnliches Ergebnis. Derzeit (Anfang 2014) hat die EU ein Ausbauziel von 10 % Biokraftstoffen bis 2020. Dieses kann anhand der in der EU verfügbaren Flächen übertroffen werden.

### Deutschland

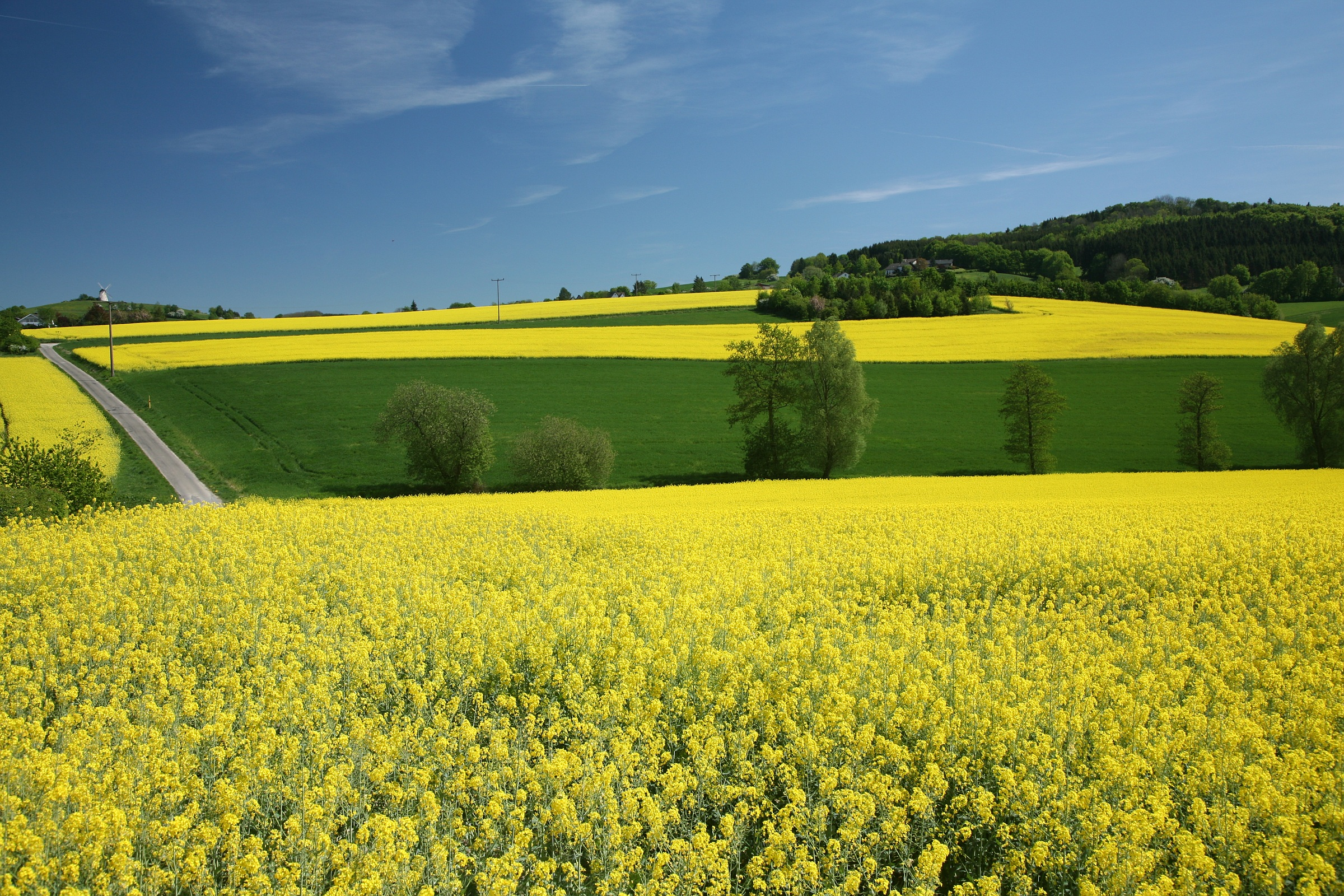
Rapsfelder

Das energetisch nutzbare Biomassepotential in Deutschland wird auf ca. 1200 PJ geschätzt, was etwa 9 % des deutschen Primärenergiebedarfs des Jahres 2011 entspricht.
Im Jahr 2009 wurden mit 1,7 Millionen Hektar auf zehn Prozent der landwirtschaftlichen Nutzfläche Energiepflanzen angebaut. Einer vom Bundesumweltministerium vorgelegten Stoffstromanalyse zufolge kann diese Fläche bis 2020 mehr als verdoppelt werden (4 Mio. ha), ohne in Nutzungskonkurrenzen mit der Nahrungsmittelerzeugung zu geraten. Die auf dieser Fläche produzierten Energiepflanzen können demnach, zusammen mit biogenen Reststoffen, rund 16 Prozent des deutschen Strombedarfs, 10 Prozent des Wärmebedarfs und 12 Prozent des Kraftstoffbedarfs bereitstellen. Ein im Jahr 2013 vorgelegter Potenzialatlas ermittelt das Biomassepotenzial der einzelnen Bundesländer.
Laut dem von der Agentur für Erneuerbare Energie im Januar 2010 vorgelegten Potenzialatlas Erneuerbare Energie wird der für Bioenergie benötigte Flächenbedarf von heute ungefähr 1,6 Millionen Hektar auf 3,7 Millionen Hektar im Jahr 2020 ansteigen, wobei hiermit 15 Prozent des gesamten deutschen Strom-, Wärme- und Kraftstoffbedarfs durch Bioenergie gedeckt werden kann. Die Versorgung mit Lebensmitteln sei dabei zu keinem Zeitpunkt gefährdet. „Trotz des steigenden Anteils der Bioenergie gibt es jedes Jahr deutliche Überschüsse bei der Getreideernte in Deutschland und der EU“, sagt Daniela Thrän vom Deutschen Biomasseforschungszentrum (DBFZ). „Die Produktivität in der Landwirtschaft steigt im Schnitt weiter an. Hinzu kommen Reststoffe wie Stroh, Gülle oder Restholz sowie brachliegende Flächen – das Potenzial bei Bioenergie ist also immer noch sehr groß“.
Nachhaltig erzeugte Biokraftstoffe können Wissenschaftlern zufolge im Energiemix der Zukunft eine wichtige Rolle spielen. In ambitionierten Klimaschutzszenarien könnten bis 2030 etwa 20 Prozent und bis 2050 etwa 70 Prozent eines bis dahin deutlich reduzierten Kraftstoffbedarfs aller Verkehrsträger in Deutschland nachhaltig und ohne Nutzungskonkurrenzen oder zusätzliche Importe gedeckt werden. Das bedeutet, dass Biokraftstoffe entweder aus Reststoffen oder aus der Produktion auf langfristig frei gewordenen Flächen stammen, sich nicht negativ auf die Artenvielfalt auswirken, nicht den Selbstversorgungsgrad Deutschlands bei Nahrungsmitteln verringern und kein Wiesen- oder Weideland umgewandelt wird. Weltweit könnte sich der Biokraftstoffbedarf von 2010 bis 2050 gar verzehnfachen.

## Bedeutung in Deutschland

Prozentualer Strommix in Deutschland 1990–2022

### Anteil an der Energieversorgung
Rund 70 % der 2008 in Deutschland genutzten erneuerbaren Energien wurden von den Bioenergien und damit von biogenen Brennstoffen gestellt. Sie macht damit rund 6,7 % (15,6 TWh) des deutschen Endenergiebedarfs (233 TWh) aus. Die Wärmebereitstellung machte rund 60 % der Bioenergie, die Kraftstoff- und Strombereitstellung rund 23 bzw. 17 % aus. Im Jahr 2020 wurden 7,8 Prozent des erzeugten Stroms in Deutschland aus Biomasse gewonnen. Das entspricht rund 44,1 Terawattstunden.

### Förderung der biogenen Brennstoffe
Die Nutzung von biogenen Brennstoffen wird aus mehreren Gründen gefördert. So soll z. B. das Klima durch geringeren Treibhausgasausstoß geschützt, fossile Ressourcen geschont und die Abhängigkeit von Staaten mit großen Rohstoffvorkommen (z. B. Erdöl, Erdgas) verringert werden. Mit dem Erneuerbare-Energien-Gesetz (EEG) wird die Stromerzeugung aus erneuerbare Energien, wie u. a. biogenen Brennstoffen, gefördert. Das Biokraftstoffquotengesetz (BioKraftQuG) legt eine Mindestbeimischungsmenge von Biokraftstoffen zu konventionellen Treibstoffen fest. Das Erneuerbare-Energien-Wärmegesetz (EEWärmeG) fördert die Wärmebereitstellung unter anderem durch Bioenergien. Ähnliche Gesetze auf Basis der Erneuerbare-Energien-Richtlinie (EU-Richtlinie) gelten auch in den anderen EU-Staaten.

## Bewertung der Bioenergien

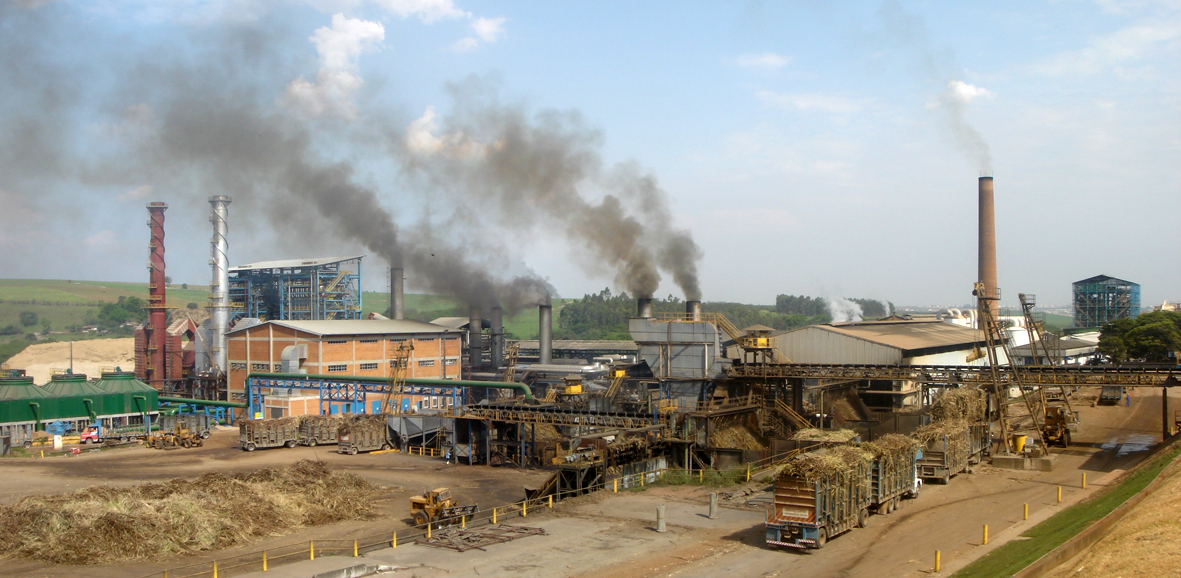
Bioethanolfabrik in Piracicaba, Brasilien. Durch Verbrennen der Bagasse aus der Ethanolproduktion wird elektrischer Strom erzeugt.

Bei der Bewertung der Bioenergien sind zahlreiche Aspekte zu berücksichtigen, wie beispielsweise die Wirtschaftlichkeit, die Klimaverträglichkeit, der Einfluss auf die Ökologie (Biodiversität) und die Flächenkonkurrenz gegenüber der Nahrungsmittelerzeugung. Da diese Aspekte oft im Widerspruch zueinander stehen, führt die Bewertung meist zu ambivalenten Ergebnissen. Zudem ist keine einheitliche Bewertung für alle Bioenergien möglich, da sich die einzelnen Energien in Bereitstellung, Nutzung, Wirkungsgraden, Emissionen etc. stark unterscheiden.

### Vorteile
- Ein wichtiger Vorteil der Bioenergien basiert auf ihrer Erneuerbarkeit. Vorkommen von fossilen Energieträgern werden geschont.
- Bioenergien können zur Verringerung der Treibhausgas-Emissionen beitragen. Bei der Verbrennung von Biomasse wird nur soviel Kohlendioxid freigesetzt, wie auch zuvor bei der Photosynthese aus der Atmosphäre aufgenommen wurde. (Nachteil: Bei Bioenergien muss berücksichtigt werden, dass bei der Erzeugung und Nutzung von Biomasse Emissionen starker Treibhausgase (Lachgas, Methan) entstehen können, die zu einer negativen Klimabilanz führen können.)
- Die verstärkte Nutzung von Biokraftstoffen kann die Abhängigkeit von Energierohstoffimporten reduzieren und Konflikte vermeiden. Insbesondere Entwicklungsländer wenden einen großen Anteil ihrer finanziellen Mittel für den Import von Energieträgern wie etwa Erdöl auf.
- Biomassekraftwerke und Biogasanlagen, die zur Stromerzeugung eingesetzt werden, sind im Gegensatz zur Windenergie und zur Solarenergie grundlastfähig und in ihrer Leistungsabgabe regelbar, sodass sie eine gute Ergänzung zu den genannten volatilen erneuerbaren Energien darstellen. Die installierte elektrische Leistung aller Biomasseanlagen in Deutschland (feste und flüssige Brennstoffe, Biogas, biogener Teil des Abfalls) betrug 2011 laut Bundesumweltministerium ca. 6800 MW,[26] entsprechend etwa 5 Kernkraftwerken mit 1300 MW Leistung.
- Bioenergie kann einen wichtigen Beitrag zur Stärkung des ländlichen Raumes und zur Eindämmung von Landflucht leisten, etwa durch Regenerierung der weltweiten degradierten Flächen, der Erschließung eines zweiten Standbeins für Landwirte durch eigene Produktion von Strom, Wärme und Treibstoffen, sowie der Bereitstellung einer dezentralen Energieversorgung.
- Die Nutzung von Biomasse wie z. B. Waldholz ist CO2-neutral, wenn dem Wald nicht mehr Holz entnommen wird als gleichzeitig nachwächst.[27]
- Bioenergie wird vor allem dann eine sehr gute Ökobilanz zugesprochen, wenn organische Abfälle, Reststoffe und organisch belastete Abwässer verwertet werden, die man sonst mit unter Umständen großem Energieaufwand behandeln müsste.[28][29] Da solche Rest- und Abfallstoffe preiswert oder kostenlos verfügbar sind, können sie wirtschaftlich verwertet werden. Das findet beispielsweise in Klärwerken und Biogasanlagen mit Cofermentation statt. In Ländern wie China und Indien sind Kleinstbiogasanlagen verbreitet, die mit organischen Abfallstoffen betrieben werden und einzelne Haushalte mit Kochgas versorgen.[30] Die Verwertung von Gülle wird aus ökobilanzieller Sicht als problematischer bewertet.[31]
- Monokulturen von Energiepflanzen können durch Anbausysteme, wie Mischfruchtanbau (gleichzeitiger Anbau von Energiepflanzen wie Mais und Sonnenblumen) oder Zweikulturensysteme (Anbau von Winter- sowie Sommerkultur auf derselben Fläche, z. B. Wintertriticale und Zuckerhirse) vermieden und zugleich nachhaltige hohe Erträge gesichert werden. Einige Pflanzen, wie etwa Raps, können nicht mehrfach auf einer Fläche angebaut werden, so dass auch dadurch das Ausmaß von Monokulturen begrenzt wird.[32]

### Nachteile
- Die Flächeneffizienz (Leistungsdichte) ist kleiner als 0,5 Watt pro Quadratmeter, d. h. weniger als ein Zehntel der von Photovoltaikanlagen. Selbst eine Bewirtschaftung der gesamten deutschen Landesfläche mit Energiepflanzen könnte Deutschlands Primärenergiebedarf nicht decken.[33]
- Die Treibhausgas-Emissionen sind mit ca. 230 g/kWh für erneuerbare Energien sehr hoch (vgl. Photovoltaik: 41 g/kWh, Erdgasverstromung (nicht erneuerbar): 490 g/kWh).[34]
- Die Bewirtschaftung von Ackerfläche mit Energiepflanzen führt zu einer Flächenkonkurrenz zur Nahrungs- bzw. Futtermittelerzeugung. So wird die verstärkte Nachfrage nach Mais zur Gewinnung von Ethanol-Kraftstoff als eine der möglichen Ursachen für die Nahrungsmittelpreiskrise 2007–2008 diskutiert. (Siehe Hauptartikel Nahrungsmittelkonkurrenz.)
- Werden Biotreibstoffe in intensiver Landwirtschaft angebaut, führt dies zu Umweltbelastungen. In der Regel werden Pestizide und mineralische Dünger eingesetzt, die zu Gewässer- und Grundwasserbelastung führen können und deren Herstellung zudem sehr energieintensiv ist. Stickstoffdünger können zu erhöhten Emissionen des Treibhausgases Lachgas führen. Deshalb ist die Klimabilanz von Biotreibstoffen unter Wissenschaftlern umstritten. So trifft nach Darlegungen namhafter Wissenschaftler,[35] unter ihnen der Nobelpreisträger Paul J. Crutzen, die angeblich positive Klimabilanz nicht zu.
- Der stark zunehmende Anbau nur weniger Energiepflanzenarten, wie etwa in Deutschland hauptsächlich Raps und Mais, verändert das Landschaftsbild. Dieses wurde durch Abschaffung der Flächenstilllegung in der Europäischen Union verstärkt. Dadurch kann zudem die Biodiversität bedroht werden.
- Die Umwandlung ökologisch wertvoller Flächen wie Regenwald, Moor oder Grünland in Ackerland führt ebenfalls zu einer Gefährdung und Verringerung der Biodiversität. Zudem können diese Flächen in ihrem ursprünglichen Zustand große Mengen CO2 gespeichert haben, welches bei der Umwandlung in Ackerland (Brandrodung, Trockenlegung) freigesetzt wird.[36][37] Die Nachhaltigkeitsverordnung soll erreichen, dass die hierzulande für Biokraftstoffe verwendete Biomasse nicht aus Raubbau von Regenwäldern stammt. Ferner werden bei der Umwandlung von Brachland in Ackerland erhebliche Mengen klimaschädlicher Gase (Methan, Stickoxid) freigesetzt, so dass hierdurch über viele Jahre die Klimabilanz negativ ist.
- Ein Teil der Biomasse muss auf landwirtschaftlichen Flächen verbleiben, um die Bodenqualität zu erhalten. Durch die vollständige Nutzung der Pflanzen verschlechtert sich die Humusbilanz. Bei forstlicher Biomasse führt eine intensive Nutzung zu Nährstoffentzug aus dem Wald. Zudem bietet Totholz einen Lebensraum für viele verschiedene Arten.
- Da viele Bioenergieträger brennbar sind, kann neben einer Brand- auch eine Explosionsgefahr bestehen.[38]

## Gesetzliche Nachhaltigkeitskriterien
Mit der Biomassestrom-Nachhaltigkeitsverordnung und der Biokraftstoff-Nachhaltigkeitsverordnung ist für die Biokraftstoffproduktion und für die Herstellung von flüssigen Bioenergieträgern zur Stromerzeugung gesetzlich sichergestellt, dass ökologische Nachhaltigkeitsstandards eingehalten werden (u. a. keine Rodung von Regenwäldern, positive Klimabilanz u. a.). Die Erfüllung dieser Kriterien ist durch ein Zertifizierungssystem nachzuweisen. Verschiedene Kritikpunkte werden geäußert, wie Vollzugsprobleme speziell in den Entwicklungsländern, Unvollständigkeit, Probleme wie Nutzungskonkurrenzen mit der Nahrungsmittelproduktion lassen sich nicht als Kriterien formulieren und es drohen Verlagerungseffekte, die die Kriterien leerlaufen lassen, so könnte etwa ein Verbot der Biomasseproduktion im Regenwald eine vermehrte Futtermittelproduktion im Regenwald zur Folge haben.
Die Nachhaltigkeitszertifizierung verpflichtet die Vermarkter, eine Treibhausgasreduktion von mindestens 35 % gegenüber fossilem Kraftstoff nachzuweisen (ab 2017: 50 %), wobei die gesamte Herstellungskette berücksichtigt wird. Laut Erhebungen der Bundesanstalt für Landwirtschaft und Ernährung beträgt die durchschnittliche Treibhausgaseinsparung von deutschen Biokraftstoffen rund 44 % gegenüber fossilem Diesel und übertrifft damit die EU-Standards deutlich. Im Jahr 2011 wurden dadurch rund fünf Mio. Tonnen CO2 vermieden.
Der Direktor des Umweltbundesamtes, Jochen Flasbarth, erklärte: „Würden an alle landwirtschaftlichen Nutzungen so hohe Anforderungen wie an den Biosprit gestellt, dann lebten wir in einer besseren Welt.“

## Perspektive der Bioenergien
Zukünftig ist mit einem weiteren Ausbau der Bioenergien zu rechnen. In Deutschland erfolgt die Förderung durch verschiedene Maßnahmen. Durch das Erneuerbare-Energien-Gesetz (EEG) wird unter anderem eine erhöhte Vergütung für Strom aus Biomasse sichergestellt, aber auch die Kraft-Wärme-Kopplung (KWK) gefördert. Nach dem Energiesteuergesetz sind zudem reine Biokraftstoffe steuerbegünstigt. Auch in anderen Staaten (Österreich, Schweden, USA etc.) werden Bioenergien gefördert und decken teilweise einen großen Anteil des Energiebedarfs. Da Bioenergie, anders als Wind- und Solarstrom, einfach speicherbar ist, wird sie als wichtige Regelenergie für die künftige Stromversorgung gesehen (virtuelles Kraftwerk). Bedingt durch die höhere Investitions- und Wartungskosten im Vergleich zu fossilen Energieträgern ist die Wettbewerbsfähigkeit nicht immer gegeben. Dies kann durch niedrige Energiepreise für Öl und Gas zusätzlich begünstigt werden.
Über 120.000 Arbeitsplätze sind im Bioenergiesektor entstanden, was etwa einem Drittel aller Jobs in der Erneuerbare-Energien-Branche entspricht. Neben Wachstumsbereichen, wie Biogas, hat es allerdings auch Einbrüche gegeben, wie die Schließung vieler kleiner Ölmühlen infolge der Biokraftstoffbesteuerung zulasten der regionalen Wertschöpfung.
Wissenschaftler schlagen vor, Bioenergie zur kombinierten Strom- und Wärmeerzeugung (Kraft-Wärme-Kopplung) zu verwenden statt für Kraftstoffe. Dies sei deutlich effizienter. Außerdem soll der Energieverbrauch durch höhere Effizienz und nachhaltige Lebensstile gesenkt werden.